# René Vignal
Pour les articles homonymes, voir Vignal.
René Vignal, né le 12 août 1926 à Béziers (Hérault) et mort le 21 novembre 2016 à l'hôpital Rangueil de Toulouse (Haute-Garonne), est un joueur de football français.
Évoluant au poste de gardien de but, il compte 17 sélections en équipe de France entre 1949 et 1954.

## Biographie
René Vignal grandit à Béziers, sa ville natale. Avec son certificat d’études, il commence à travailler à 14 ans comme tôlier-chaudronnier. Il pratique le rugby, la boxe et le football, comme avant-centre (dans le patronage paroissial du « Centre catholique de la Jeunesse de Béziers » ou à l’Espagnol Deportivo de Béziers). L’AS Béziers, le grand club de la ville, le remarque et l'attire. Lors de la saison 1942-1943, le gardien de but titulaire se blesse. Vignal le remplace et se révèle exceptionnel à ce poste. Il brille particulièrement lors d'un match du « Challenge de la Libération » face à Beaucaire. Dix-huit mois après avoir débuté au poste de gardien, Vignal est recruté par les professionnels du Toulouse FC. Malgré l'opposition de son père, il se lance dans une carrière professionnelle de footballeur, comme son modèle Julien Darui. 
Vignal est titulaire dans l'équipe toulousaine lors de la reprise de la Division 2, en 1945-1946, et le TFC est promu en première division. En 1947, après une première saison réussie en Division 1, il est transféré au Racing Club de Paris, l'un des grands clubs français de l'époque, contre 1,5 million de francs, une somme importante pour l'époque. Le Racing pratique un jeu particulièrement spectaculaire mais ne parvient pas à remporter le championnat. Vignal et les siens gagnent finalement la Coupe de France en 1949, en battant en finale le Lille OSC (5-2). L'année suivante, son équipe est battue en finale par le Stade de Reims (0-2). Son style aérien et spectaculaire, ses sorties aventureuses, et ses formidables réflexes séduisent instantanément l'exigeant public parisien,. Il brille également par son fort tempérament, illustré par sa décision de se porter en attaque lors d'un match de Coupe de France malgré l'opposition de son entraîneur.
Porté par les bons résultats de son club, Vignal se voit appelé pour la première fois en équipe de France le 23 avril 1949 pour un match aux Pays-Bas perdu 1-4. Quatre jours plus tard, pour sa seconde sélection contre l'Écosse à Glasgow, il réalise un match sensationnel (arrêtant même un penalty) qui lui vaut le surnom de The Flying Frenchman en français : « Le Français volant » par la presse britannique malgré la défaite tricolore (0-2),. Vignal se met encore en évidence à l'occasion du match nul 2-2 signé par l'équipe de France à Londres face à l'Angleterre, le 3 octobre 1951, et reste un habitué des Bleus, quand sa condition physique le lui permet. Le style de jeu de Vignal l'expose en effet à une série de blessures qui jalonnent toute sa carrière. 
Alors qu'il a honoré en avril 1954 face à l'Italie sa 17e sélection, le mois suivant, alors qu'il s'apprête à disputer avec la sélection la Coupe du monde en Suisse, il part disputer avec son club, relégué en 2e division la saison précédente, un match de barrage de montée face au Stade français afin de regagner la place du club dans l'élite. Lors d'un choc avec l'attaquant Casimir Hnatow, il est victime d'une fracture du bras, qui le prive du mondial, et le contraint à abandonner le football professionnel, à vingt-huit ans à peine. 
Après cette brutale fin de carrière, l'ancien footballeur, malgré sa célébrité, peine à se reconvertir. Avec l'argent de son assurance, il achète un bar à Béziers. Alors qu'il est rétabli et souhaite rejouer avec l'AS Béziers, le club de sa ville natale, en deuxième division, le Racing s'y oppose. Il obtient finalement gain de cause et retrouve les terrains en janvier 1959. Il dispute la deuxième moitié de saison du club puis, fâché avec son entraîneur, décide d'arrêter définitivement sa carrière. 
En 1960, il revend son commerce et s'installe à Pau. Il cherche en vain à racheter un bar, puis entre en contact avec le FA Bourbaki de Pau, qui est prêt à le nommer entraîneur. Mais la Fédération française de football lui refuse la dérogation nécessaire pour suivre la formation d'entraîneur, réservée aux candidats de plus de trente-cinq ans. Il coupe alors les ponts avec le football. 

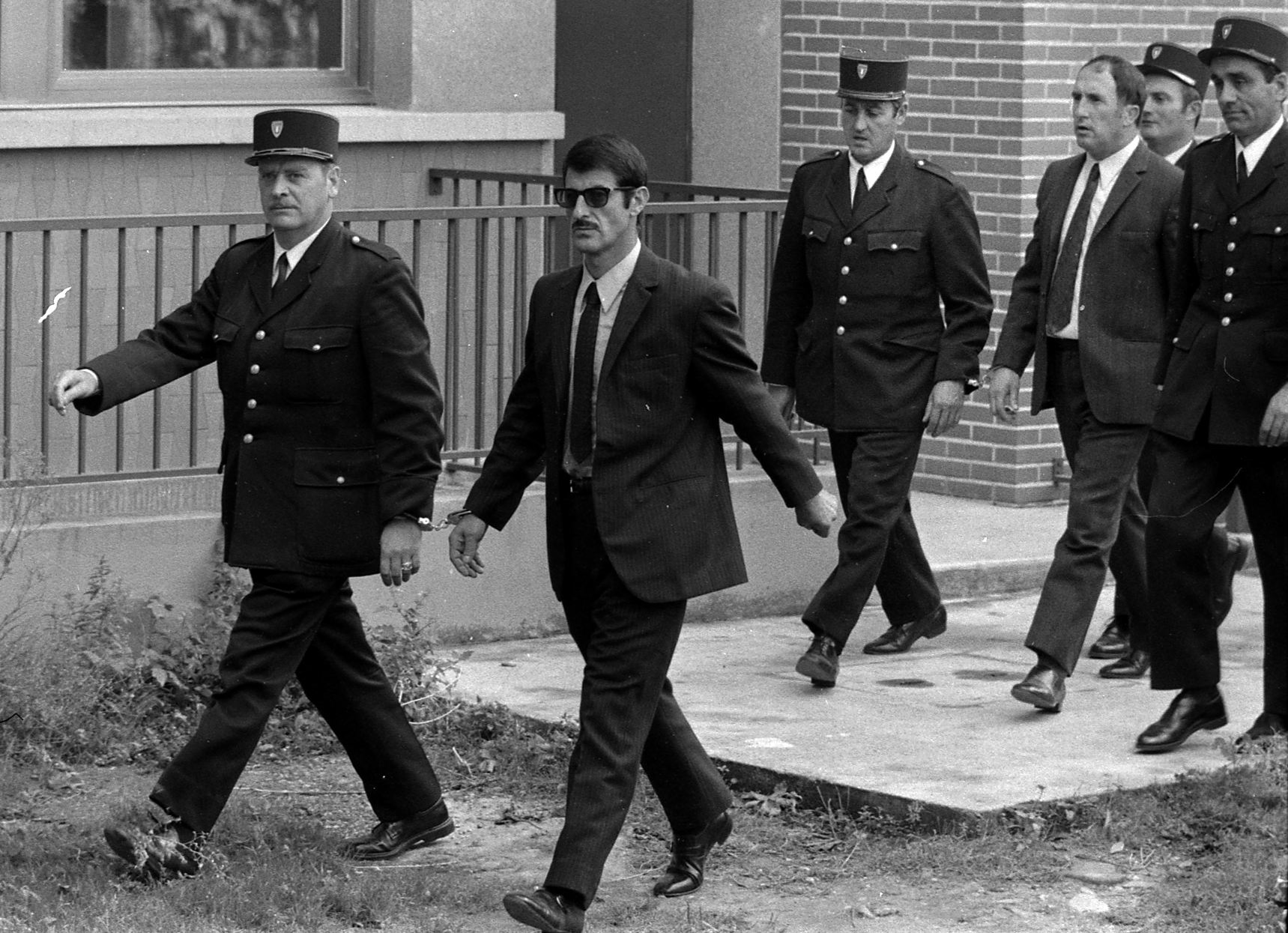
René Vignal le 4 octobre 1971 lors de l'ouverture de son procès au Palais de justice de Toulouse

Le goût du jeu, des investissements risqués (notamment le commerce de machines à sous) et de mauvaises fréquentations le poussent progressivement vers le banditisme. En 1970-1971, il participe à plusieurs attaques à main armée (vingt-sept au total). Il est arrêté et condamné en 1971 à quinze ans de réclusion criminelle, malgré le soutien affiché de plusieurs célébrités du monde du football (Albert Batteux, Lucien Leduc, Just Fontaine, etc.). Il bénéficie d'une remise de peine et retrouve la liberté en 1978. Il publie alors ses mémoires, intitulés Hors-Jeu, aux éditions Robert Laffont ce qui lui vaut de participer le 12 mai 1978 à l'émission Apostrophes animée par Bernard Pivot. Il retrouve une existence tranquille et « sans reproche » vers Bordeaux. 
René Vignal s'installe dans les Landes, où il travaille comme agent immobilier et prend finalement sa retraite en 1989. En 1999, il s'installe près de Toulouse.
Victime d'un malaise à son domicile le 19 novembre 2016, il meurt le surlendemain à l'hôpital, à l'âge de 90 ans.

## Statistiques
Dans sa carrière, René Vignal a honoré 17 sélections en équipe de France A entre 1949 et 1954. Il compte par ailleurs 176 matchs de première division.
| Saison    | Club        | Championnat | Championnat | Championnat | Coupe(s) nationale(s) | Coupe(s) nationale(s) | Total | Total |
| Saison    | Club        | Division    | M.          | B.          | M.                    | B.                    | M.    | B.    |
| 1944-1945 | Toulouse FC | -           | -           | -           | 4                     | 0                     | 4     | 0     |
| 1945-1946 | Toulouse FC | D2          | 24          | 0           | 4                     | 0                     | 28    | 0     |
| 1946-1947 | Toulouse FC | D1          | 29          | 0           | 2                     | 0                     | 31    | 0     |
| 1947-1948 | RC Paris    | D1          | 24          | 0           | 4                     | 0                     | 28    | 0     |
| 1948-1949 | RC Paris    | D1          | 31          | 0           | 7                     | 0                     | 38    | 0     |
| 1949-1950 | RC Paris    | D1          | 29          | 0           | 5                     | 0                     | 34    | 0     |
| 1950-1951 | RC Paris    | D1          | 20          | 0           | 2                     | 0                     | 22    | 0     |
| 1951-1952 | RC Paris    | D1          | 33          | 0           | 3                     | 0                     | 36    | 0     |
| 1952-1953 | RC Paris    | D1          | 10          | 0           | 1+1                   | 0                     | 12    | 0     |
| 1953-1954 | RC Paris    | D2          | 26+1        | 0           | 3                     | 0                     | 30    | 0     |
| 1954-1955 | RC Paris    | D1          | 0           | 0           | 0                     | 0                     | 0     | 0     |
| 1955-1956 |             | -           | -           | -           | -                     | -                     | 0     | 0     |
| 1956-1957 |             | -           | -           | -           | -                     | -                     | 0     | 0     |
| 1957-1958 |             | -           | -           | -           | -                     | -                     | 0     | 0     |
| 1958-1959 | AS Béziers  | D2          | 14          | 0           | 1+2                   | 0                     | 17    | 0     |

## Palmarès de joueur

### En club
- Vainqueur de la Coupe de France en 1949 avec le RC Paris
- Finaliste de la Coupe de France en 1950 avec le RC Paris

### Enéquipe de France
- 17 sélections entre 1949 et 1954

## Publication
- Hors-Jeu, de René Vignal, récit recueilli par Francis Huger, Éditions Robert Laffont, Collection Vécu, Paris, 333 pages, 1978, réédité en 1992.